# ابرکرومبی (آلاباما)
ابرکرومبی (به انگلیسی: Abercrombie) یک محدوده ثبت‌نشده در ایالات متحده است که در شهرستان بیب، در ایالت آلاباما واقع شده‌است.

## تاریخچه
این منطقه در قرن نوزدهم به‌وجود آمد و به نام خانواده آلفورد ابرکرومبی نامگذاری شد. یک اداره پست در این منطقه در سال ۱۸۸۱ تأسیس شد و تا سال ۱۹۰۶ به فعالیت خود ادامه داد.